# Oniticellus tessellatus
Oniticellus tessellatus là một loài bọ cánh cứng trong họ Bọ hung (Scarabaeidae).